# Neil Campbell (biologiste)
Pour les articles homonymes, voir Neil Campbell et Campbell.
Neil Allison Campbell, né le 17 avril 1946 à Culver City et décédé le 21 octobre 2004 à Redlands en Californie, est un biologiste américain, principalement connu pour être le coauteur, avec Jane B. Reece, du livre Biology, un classique du genre.

## Biographie
Neil Campbell est diplômé en biologie de l'Université d'État de Californie à Long Beach et obtient son Master of Arts en zoologie à l'université de Californie à Los Angeles et son Ph.D. en biologie des plantes à l'université de Californie à Riverside en 1975.
Il enseigne pendant plus de trente ans dans plusieurs universités, comme à Cornell, au Pomona College et au San Bernardino Valley College. Il revient à l'université de Californie à Riverside en 1989 et travaille au département de botanique et de science des plantes.
Il a reçu plusieurs récompenses, comme la Distinguished Alumnus Award de l'Université de Californie à Riverside en 2001 le premier Outstanding Professor Award du San Bernardino Valley College en 1986.
En 1995, il cofonde Peregrine Publishers, éditeur des trois sites Internet : Biology Place, The Chemistry Place et The Psychology Place. Peregrine est acheté par Pearson Education, une filiale de l'éditeur Pearson.
Ses travaux de recherche ont principalement porté sur les plantes vivant dans des environnements désertique et côtier. Il a mené également des recherches sur l'adaptation des plantes à des environnements ayant des taux de salinité, de température et pH différents.
Il décède le 21 octobre 2004 à l'âge de 58 ans d'un infarctus du myocarde, juste après avoir terminé la septième édition de Biologie qui est publiée en décembre de la même année.

## Biologie
C'est après neuf années de préparation que la première édition de Biologie est publiée en 1987. Ce livre connaît sept éditions jusqu'en 2004 et est vendu à cinq millions d'exemplaires et largement utilisé par les étudiants américains. Le succès est tel que par substitution, le livre est aussi appelé le Campbell par les universitaires.
Généraliste, le livre traite de tous les grands domaines de la biologie comme l'évolution, la génétique, l'écologie, la biochimie, l'anatomie, la physiologie animale et végétale,  la zoologie ou encore les fondements biologiques du comportement humain. Avec l'objectif de montrer que la science est également une affaire d'Homme, le livre contient également plusieurs entretiens avec de célèbres biologistes comme David Suzuki, John Maynard Smith, Stephen Jay Gould, Richard Dawkins et Patricia Churchland.